# Wamweracaudia
Wamweracaudia keranjei is een plantenetende sauropode dinosauriër, behorend tot de Eusauropoda, die tijdens het late Jura leefde in het gebied van het huidige Tanzania.

## Vondst en naamgeving
In 1909 liet Werner Janensch, tijdens de grote Duitse paleontologische expedities naar de Tendaguru in Duits Oost-Afrika op vindplaats "G" de staart opgraven van een sauropode. In 1929 wees hij deze staart toe aan Gigantosaurus robustus, vermoedelijk omdat de staartwervels in vorm overeenkwamen met fossielen die hij van G. robustus had gevonden.
In 1991 werd deze soort hernoemd tot Janenschia robusta. In 2000 moest men constateren dat alle staartwervels van zekere exemplaren van Janenschia tijdens de oorlog verloren waren gegaan en dat de bewaarde veldnotities van Janensch onvoldoende waren om hun vorm vast te stellen. Dat maakte enig verband tussen de staart en Janenschia voorlopig onbewijsbaar en de staart werd niet meer aan de soort toegewezen.
In 2019 werd de staart door Philip D. Mannion, Paul Upchurch, Daniela Schwarz en Oliver Wings beschreven als een apart geslacht, met als typesoort Wamweracaudia keranjei. De geslachtsnaam verbindt een verwijzing naar de Wamwera die het vondstgebied bevolken met het Latijn cauda, staart. De soortaanduiding eert Mohammadi Keranje, de inheemse voorman die daadwerkelijk leiding gaf aan het opgraven van het skelet.
Het holotype bestaat in feite uit een reeks syntypen, de specimina MB.R.2091.1–30, MB.R.3817.1 en MB.R.3817.2. MB.R.2091.1 is daarbij de achterste gevonden wervel, MB.R.2091.30 de voorste. Ze zijn gevonden in een laag van de Tendaguruformatie die dateert uit het Tithonien. Het betreft een reeks van dertig staartwervels uit de voorste tot middelste staart, twee losse doornuitsteeksels van voorste staartwervels en twee gedeeltelijke chevrons. De linkerkant van de staartbasis is wat beschadigd. Toegewezen werd specimen MB.R.2094, een voorste staartwervel gevonden in groeve "Oa" en ook aangeduid als "Oa12".

## Beschrijving

### Grootte en onderscheidende kenmerken
Wamweracaudia is een middelgrote sauropode. De dertig staartwervels zijn samen zo'n 3,7 meter lang. Welke lichaamslengte dat impliceert, hangt af van de verwantschappen. Is het dier gebouwd als Janenschia dan ligt die rond de vijftien meter. Heeft het een zeer lange nek zoals de mamenchisauriden dan kan de totale lengte wel twintig meter of meer zijn.
De beschrijvers wisten vier autapomorfieën vast te stellen, unieke afgeleide eigenschappen, ten opzichte van de Sauropoda als geheel. Bij de voorste tot middelste staartwervels is het bovenvlak achteraan uitgehold. Bij de voorste staartwervels hebben de doornuitsteeksels een verruwing op het bovenste derde deel van het zijvlak, gescheiden van de verruwing op het achtervlak door een verticale groeve. Bij de middelste tot achterste staartwervels is de onderzijde sterk overdwars toegeknepen, een richel vormend in plaats van een breed afgescheiden ondervlak. Bij de middelste tot achterste staartwervels hebben de doornuitsteeksels een langwerpige horizontale richel op de zijkant, net boven het niveau van de voorste gewrichtsuitsteeksels.
Daarnaast zijn er nog twee kenmerken die als autapomorfieën kunnen gelden indien Wamweracaudia een mamenchisauride is. De zijuitsteeksels van de voorste staartwervels buigen sterk naar voren en bezijden. Midden tussen de zijkant van het voorste gewrichtsuitsteeksel en de tip van de bovenzijde van het zijuitsteeksel bevindt zich bij de voorste staartwervels een paar bultjes.

### Staart
De staartwervels zijn niet gepneumatiseerd dus hun wervellichamen zijn massief, zonder luchtholten. Hun zijuitsteeksels staan zijwaarts horizontaal of iets naar beneden uit; hun uiteinden zijn iets naar voren gekromd. Zowel het gebrek aan pneumatisering als de oriëntatie zijn basale kenmerken. Basaal is ook de vorm van het zijuitsteeksel zonder al te veel richels en uithollingen. Er bevindt zich een richel langs de voorste onderrand. Er loopt verder een scherpe richel van het zijuitsteeksel naar het voorste gewrichtsuitsteeksel. De voorste gewrichtsuitsteeksels zijn naar voren en iets omhoog gericht. Ze worden ondersteund door een richel die van het wervellichaam uit loopt. Het voorste gewrichtsuitsteeksel is kort en overdwars dun. Het facet ervan is vlak en naar binnen gericht. De buitenste zijwand bolt iets verticaal. Het uitsteeksel begrenst met de buitenzijde een ondiepe holte op de voorkant van de wervelboog. Ook de achterste gewrichtsuitsteeksels zijn dun. Tussen deze bevindt zich een hyposfeen in de vorm van een korte dikke verticale richel. Tussen het achterste gewrichtsuitsteeksel en het zijuitsteeksel loopt een korte afgeronde richel. Daarachter ligt een kleine ondiepe ronde uitholling. Het doornuitsteeksel helt iets naar achteren. Het voorvlak daarvan is ruw met onderaan verticale richels op de hoeken. Op de basis van de onderste zijkant is een kleine ondiepe uitholling. Een veel diepere fossa bevindt zich aan de onderste basis van de achterkant. Dit loopt naar boven uit, steeds ondieper wordend, in een ruw achtervlak. Centrale verticale richels op het voorvlak of achtervlak ontbreken. Aan beide zijden van de achterste uitholling echter lopen dunne richels van het doornuitsteeksel naar de achterste gewrichtsuitsteeksels. Die richels vormen de achterhoeken van de basis van het doornuitsteeksel. Op ongeveer twee derden van de hoogte van het uitsteeksel vervloeien de richels in de structuur en op dat punt begint het zich overdwars te verbreden waarbij de zijvlakken een ruwe textuur krijgen gelijk aan de verruwing op het voorvlak en achtervlak. Het bovenvlak van het uitsteeksel is sterk bol overdwars en licht bol van voor naar achter. Dit is een afgeleid kenmerk: bij de meeste basale eusaoropoden is het bovenvlak hol.
Sommige eigenschappen worden pas van de tweede wervel in de reeks af waarneembaar. Een van de meest opvallende kenmerken is dat de wervels procoel zijn, dus met een vooraan hol en achteraan bol gewrichtsfacet van het wervellichaam. Dat was in 1991 voor Rupert Wild de hoofdreden om Janenschia onder de Titanosauria te rekenen. Het is geen kenmerk dat onder de sauropoden echt veel voorkomt. Behalve bij Somphospondyli, dus de titanosauriërs en nauwe verwanten, is het bekend van Turiasauria, Bellusaurus alsmede de mamenchisauriden Chuanjiesaurus, Klamelisaurus en Mamenchisaurus. Er zijn twee functies geopperd voor deze aanpassing: een verhoging van de beweeglijkheid van de staartbasis en een ondersteuning tegen het doorzakken van de staart. De mate van bolling kan uitgedrukt worden in de zogenaamde Condylar Convexity Index. Die staat gelijk aan de horizontale lengte van de achterste bolling gedeeld door de gemiddelde straal van het gewrichtsfacet, benaderd door de hoogte bij de breedte op te tellen en te delen door vier. De hoogste CCI bij de wervels van Wamweracaudia bedraagt 0,62. Dat komt aardig overeen met de waarden bij titanosauriërs en Mamenchisaurus.
De voorwaartse buiging van de zijuitsteeksels of staartribben brengt de punt ervan voor de voorrand van het wervellichaam. Alleen van Xianshanosaurus is zo'n sterke buiging bekend. De voorrand van het uitsteeksel is verticaal hol gekromd, de achterrand verticaal bol. Naar achteren in de reeks worden deze uitsteeksels eenvoudiger van vorm en korter. Tegelijkertijd begint het doornuitsteeksel sterker naar achteren te hellen, zodanig dat de voorrand ervan achter de achterste gewrichtsuitsteeksels komt te liggen. De unieke grove tussen de verruwingen van zij zijvlak en het achtervlak van het doornuitsteeksel verschijnt bij de vierde bewaarde wervel. De richels die van de achterste gewrichtsuitsteeksels naar het doornuitsteeksel lopen, splitsen zich bij bovenaan, een zeldzaamheid voor staartwervels maar omdat alleen deze wervel deze morfologie toont, werd zij niet als autapomorfie aangemerkt.

## Fylogenie
Wamweracaudia werd in de Mamenchisauridae geplaatst als zustersoort van Mamenchisaurus. Een dergelijke plaatsing werd al in 2000 gesuggereerd en is zeer opvallend omdat die groep verder alleen uit China bekend is.
Janensch wees al het materiaal uit de Tendaguru op basis waarvan later drie geslachten onderscheiden zouden worden, Janenschia, Tendaguria en Wamweracaudia, toe aan één soort: Gigantosaurus robustus. Hij was direct betrokken bij alle opgravingen en kon veel meer van de skeletten observeren dan de bombardementen van de Tweede Wereldoorlog spaarden. In het materiaal dat nu nog voorhanden is, overlappen de geslachten elkaar niet. Dat maakt het weliswaar onmogelijk te bewijzen dat ze één taxon vertegenwoordigen — maar het kan ook niet weerlegd worden. De Tendaguru is al vrij rijk aan sauropoden want heeft ook Giraffatitan, Dicraeosaurus, Australodocus en Tornieria opgeleverd. Het is dus verdedigbaar Janensch in zijn ervaringsoordeel te volgen en alleen een Janeschia robusta te erkennen. De beschrijvers van Wamweracaudia erkenden dit alles maar besloten toch het nieuwe geslacht aan de al benoemde sauropoden toe te voegen, met als argument dat het beter was het risico te lopen een jonger synoniem te scheppen dan de kans te aanvaarden te blijven hangen in een chimaera die een samenraapsel is van botten van verschillende soorten. Deze handelswijze noopt echter tot een zekere fylogenetische relativering: het kan goed zijn dat het toch maar één soort is en dan bevindt dat taxon zich niet in de Mamenchisauridae.

## Paleobiogeografie
Het toewijzen van staartwervels uit de Tendaguruformatie (Boven-Jura) aan Wamweracaudia, die nauw verwant is aan de Oostaziatische Sauropoda Mamenchisauridae uit het Boven-Jura, toont aan dat de diversificatie van deze klade vóór de geografische afzondering van Oost-Azië eerder plaats greep en wijder verspreid was dan men vroeger dacht. De door Mannion et al., 2019 herziene fylogenie verduidelijkt de evolutie van de klade Eusauropoda, ondersteunt de basaal diplodocoïde plaatsing van Haplocanthosaurus en werpt licht op de onderlinge verwantschap van de Rebbachisauria. De Tendaguruformatie deelt vertegenwoordigers van bijna alle Sauropoda- evolutielijnen met de faunae van het Midden-Jura tot het vroegste Krijt, maar heeft een grotere biodiversiteit dan elk van deze faunae. Paleobiogeografische analyse van de Tendaguru sauropode fauna wijst erop dat deze door drie belangrijke gebeurtenissen tijdens het late Onder-Jura en/of het Midden-Jura samengesteld werd: immigratie door Brachiosauridae en Turiasauria uit Euramerica die vermengd werden met endemische taxa in westelijk Gondwana, endemisme van Dicraeosauridae en Diplodocidae in het westen van Gondwana, en regionaal uitsterven en segregatie (isolatie) van basale groepen sauropoden waardoor het verspreidingsgebied van eens wijd verspreide groepen beperkt werd (Mamenchisauridae en Janenschia). Om de verspreiding van de sauropoden uit het Jura te verklaren moeten er vele migratiebewegingen door de centrale woestijn van Gondwana plaatsgevonden hebben, wat enkel kon omdat deze barrière tijdens het late Midden Jura op sommige locaties gemakkelijker te doorkruisen werd.